# Robert Emhardt
Robert Emhardt (24 de julio de 1913 – 26 de diciembre de 1994) fue un actor teatral, cinematográfico y televisivo de nacionalidad estadounidense, a lo largo de cuya carrera se especializó en la interpretación de malvados.

## Biografía
Nacido en Indianápolis, Indiana, Emhardt estudió interpretación en la Royal Academy of Dramatic Art de Londres, Inglaterra.
Empezó su carrera teatral en el circuito de Broadway como suplente de Sydney Greenstreet en la década de 1930, debutando realmente con la obra The Pirate (1942). Como actor teatral fue miembro del reparto de la producción original estrenada en 1952 en Broadway de la pieza The Seven Year Itch. 
De entre sus actuaciones cinematográficas figuran las que llevó a cabo en 3:10 to Yuma (1957) y Underworld U.S.A. (1961). En el medio televisivo fue intérprete regular de la serie Another World, encarnando a Mackenzie Cory, y de The Kids From C.A.P.E.R., en el papel del Sargento Vinton. Además hizo muchas actuaciones como artista invitado en shows como Alfred Hitchcock Presents, The Twilight Zone (episodio "Static"), Perry Mason, y The Andy Griffith Show.
Emhardt estuvo casado con la actriz Silvia Sideli, con la que tuvo un hijo y dos hijas. El actor falleció en 1994 en Ojai, California, a causa de un fallo cardiaco.

## Selección de su filmografía
- 3:10 to Yuma (1957)
- The Badlanders (1958)
- Wake Me When It's Over (1960)
- Underworld U.S.A. (1961)
- The Intruder (1962)
- Kid Galahad (1962)
- The Group (1966)
- Where Were You When the Lights Went Out? (1968)
- Change of Habit (1969)
- Lawman (1971)
- It's Alive (1974)
- Fraternity Row (1977)
- Forced Vengeance (1982)